# Renault Clio V
La Renault Clio V è la quinta generazione della Renault Clio, un'autovettura prodotta dal 2019 dalla casa automobilistica francese Renault.

## Caratteristiche

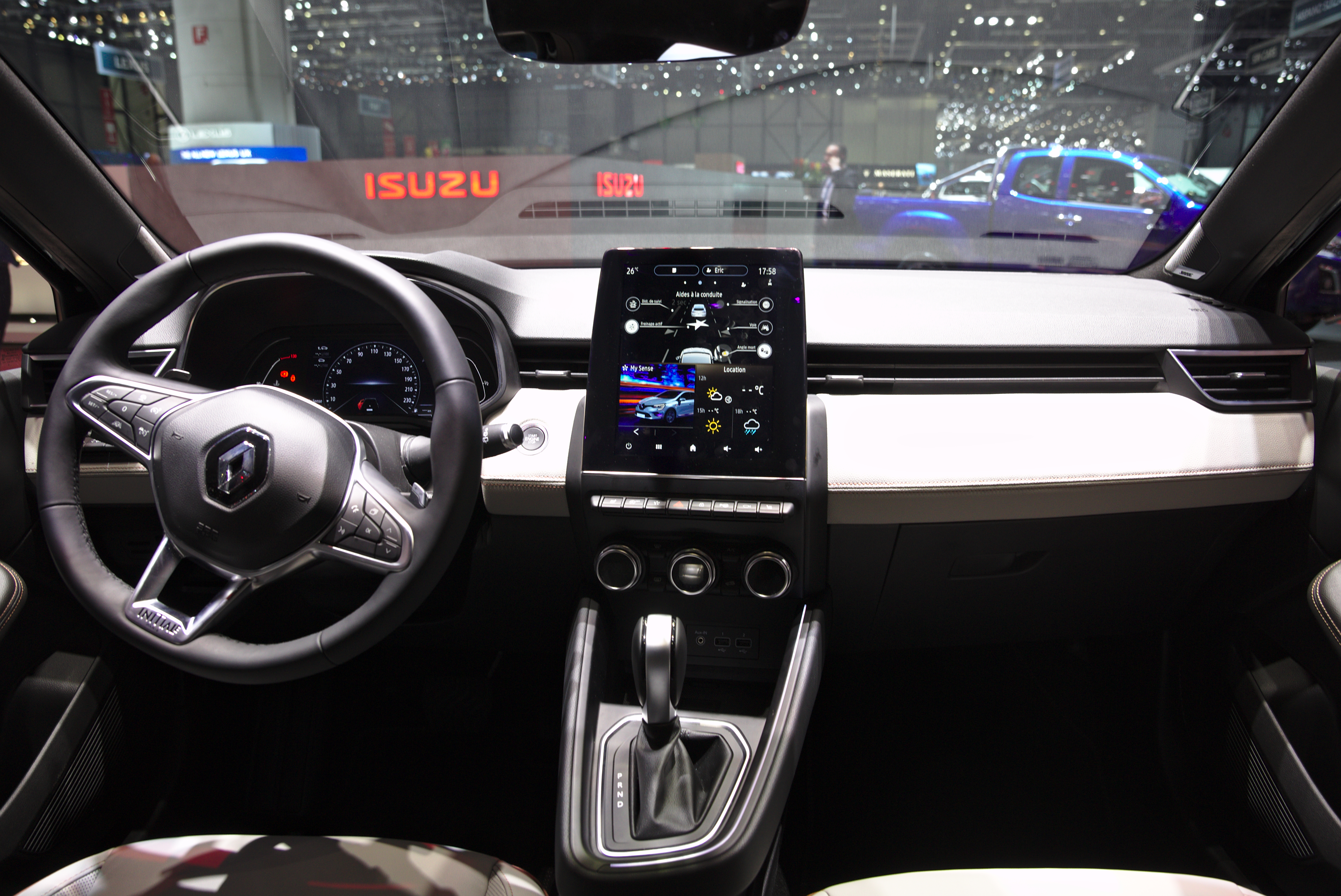
Interni di una Clio V

La vettura è stata presentata il 29 gennaio 2019, prima del suo debutto al pubblico avvenuto al Salone Internazionale dell'Automobile di Ginevra 2019.
La vettura si basa sulla piattaforma modulare CMF-B utilizzata per costruire le auto compatte del gruppo Renault-Nissan. La Clio, rispetto alla precedente generazione, è più corta di 12 mm, più bassa di 11 mm e più larga di 7 cm, mentre il bagaglio aumenta la sua capacità a 391 litri.
La versione E-Tech Hybrid presentata a settembre 2020 monta un motopropulsore con trasmissione Multi-mode con innesto a denti priva di frizione, associata a 1 motore termico, 2 motori elettrici e una batteria da 1,2 kWh.
Nel 2022 viene annunciato un accordo con Mitsubishi per la realizzazione della nuova Mitsubishi Colt basata sulla Clio V, che viene commercializzata da fine 2023.

### Restyling

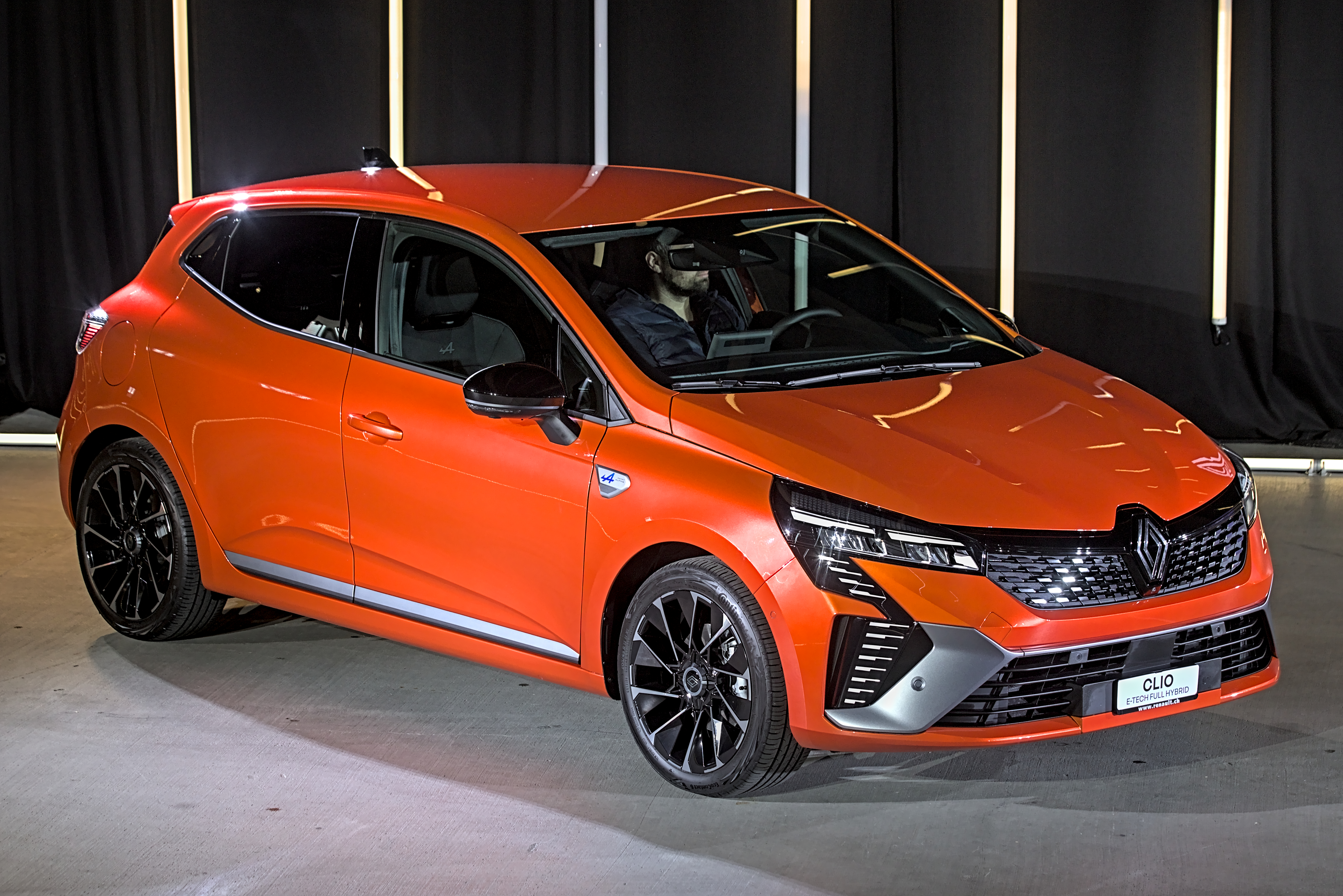
La Clio V dopo il restyling del 2023

Il 18 aprile 2023, Renault presenta il restyling del modello, con un vistoso rifacimento del frontale, del paraurti posteriore e della fanaleria. Di migliore qualità le finiture interne, che vedono anche l'utilizzo di materiali più ecosostenibili. Incrementate anche le dotazioni di sicurezza. Viene inoltre introdotto l'allestimento sportivo denominato Esprit Alpine. Rimangono sostanzialmente invariati gli interni e le motorizzazioni. La vettura inizierà ad essere commercializzata dal maggio dello stesso anno, con consegne previste a partire dal mese di settembre..
Dalla Clio ristilizzata deriva inoltre la settima generazione della Mitsubishi Colt, che risulta sostanzialmente identica con l'eccezione del marchio e di pochi dettagli.

## Motorizzazioni
| Modello                     | Disponibilità    | Motore                          | Cilindrata (cm³) | Potenza                                         | Coppia Massima (Nm) | Emissioni CO2 (g/km) | 0–100 km/h (secondi) | Velocità max (km/h) | Consumo medio (km/l) |
| 1.0 SCe                     | dal 2020         | Benzina                         | 999              | 49 kW (67 CV)                                   | 95                  | 118                  | 17,1                 | 160                 | 19,2                 |
| 1.0 SCe                     | dal 2019 al 2020 | Benzina                         | 999              | 55 kW (75 CV)                                   | 95                  | 112                  | 16,2                 | 162                 | 20,0                 |
| 1.0 TCe                     | dal 2021         | Benzina                         | 999              | 67 kW (91 CV)                                   | 160                 | 117                  | 12,2                 | 180                 | 19,2                 |
| 1.0 TCe                     | dal 2019 al 2021 | Benzina                         | 999              | 74 kW (101 CV)                                  | 160                 | 100                  | 11,8                 | 187                 | 22,7                 |
| 1.3 TCe                     | dal 2019 al 2021 | Benzina                         | 1333             | 96 kW (131 CV)                                  | 240                 | 119                  | 9,0                  | 200                 | 19,2                 |
| 1.6 E-TECH Hybrid           | dal 2020 al 2023 | Ibrido autoricaricabile Benzina | 1598             | 67 kW (91 CV) + 37 kW (49 CV) = 103 kW (140 CV) | 195                 | 99                   | 9,9                  | 180                 | 23,3                 |
| 1.6 full hybrid E-Tech      | dal 2023         | Ibrido autoricaricabile Benzina | 1598             | 69 kW (94 CV) + 37 kW (49 CV) = 105 kW (143 CV) | 205                 | 95                   | 9,3                  | 182                 | 23,8                 |
| 1.5 Blue dCi                | dal 2019 al 2020 | Gasolio                         | 1461             | 63 kW (86 CV)                                   | 220                 | 95                   | 14,7                 | 178                 | 22,7                 |
| 1.5 Blue dCi                | dal 2019 al 2020 | Gasolio                         | 1461             | 85 kW (116 CV)                                  | 260                 | 95                   | 9,9                  | 197                 | 23,0                 |
| 1.5 dCi                     | dal 2022         | Gasolio                         | 1461             | 74 kW (101 CV)                                  | 250                 | 108                  | 11,4                 | 188                 | 22,5                 |
| 1.0 TCe GPL Dal 2024: ECO-G | dal 2019         | GPL                             | 999              | 74 kW (101 CV)                                  | 160                 | 108                  | 11,8                 | 187                 | 14,5                 |

## Riconoscimenti
- Auto Europa 2020[10]